# Entraide (économie politique)

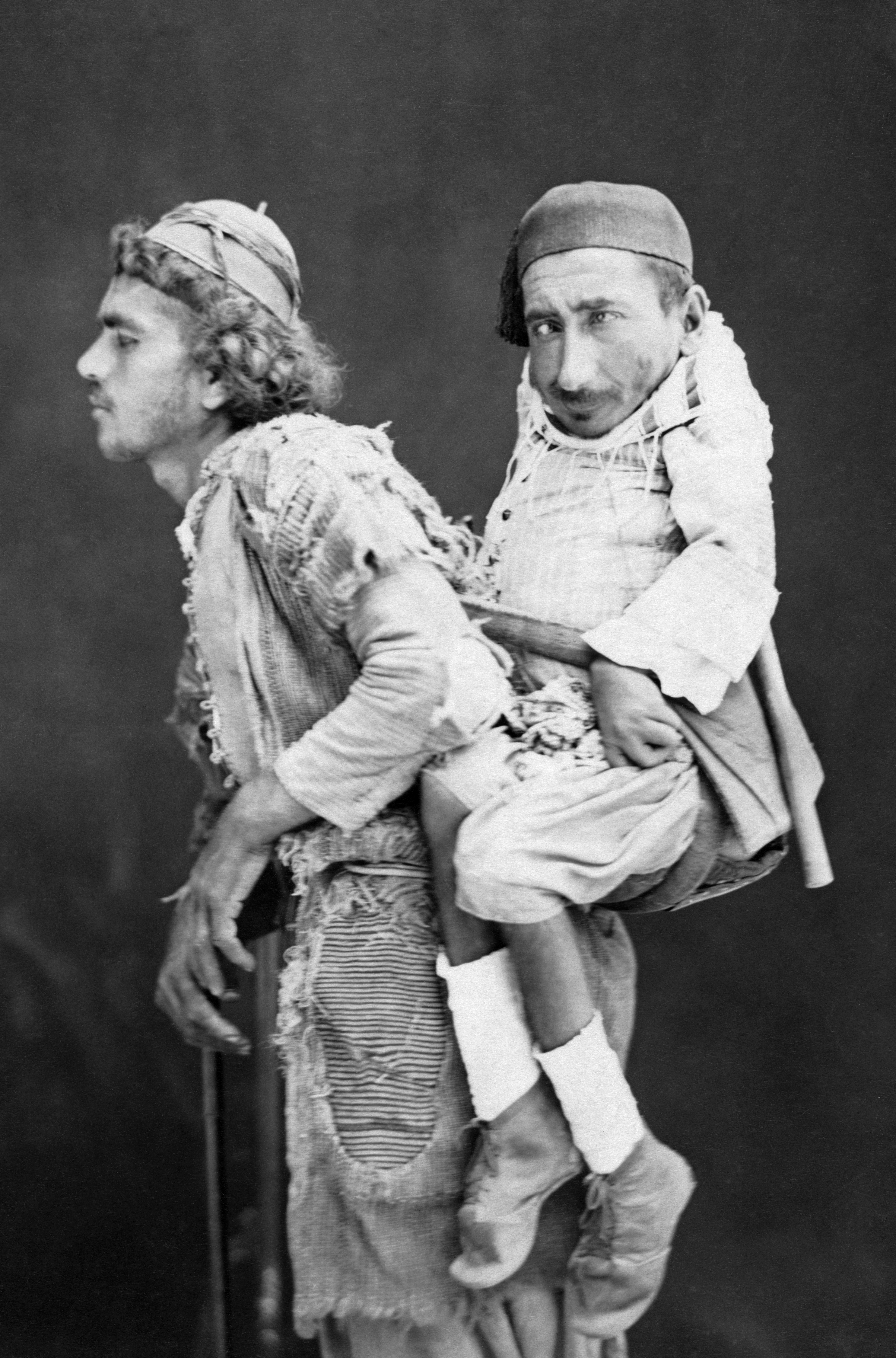
Un homme aveugle porte un homme difforme sur son dos.

Pour les articles homonymes, voir Entraide.
L'entraide est, en économie politique, l'échange volontaire de ressources et de services au profit de tous. C'est un facteur dans l'évolution de l'espèce humaine. Le concept est très important dans la théorie anarchiste.

## Étymologie
En français, le terme « entr'aide » est créé par le géographe anarchiste Élisée Reclus et repris par Louise Guieysse-Bréal pour traduire le concept de mutual aid dans les écrits de Kropotkine L'Entraide, un facteur de l'évolution paru initialement en anglais (1902).

## L'entraide comme facteur de l'évolution
Le communiste libertaire et scientifique Pierre Kropotkine oppose en 1902 l'« entr'aide » (mutual aid) aux théories du darwinisme social (spencerisme) sur la sélection naturelle. Selon P. Kropotkine, le darwinisme social retient principalement le critère de « la sélection naturelle par le plus fort » (mais Charles Darwin insistait pourtant sur l'importance de l'altruisme). Kropotkine critique cette conception restreinte de l'évolution de l'humanité, en posant en détail des exemples du facteur d'entraide dans l'évolution des espèces, dont l'espèce humaine, mais aussi entre groupes humains.
En 2017, Pablo Servigne et Gauthier Chapelle reprennent le concept et élargissent son application à l'ensemble du vivant : pour eux, l'entraide est à la base des relations entre de très nombreuses espèces, à fortiori quand un milieu est hostile ou que les ressources sont peu nombreuses.

## La pratique de l'entraide

### Types d'organisation
L'entraide suppose de s'organiser contre le système qui a créé la pénurie, afin de répondre aux besoins des personnes qui manquent de nourriture, de soins médicaux, de secours en cas de catastrophe, ou d'abri.
La plupart des groupes d'entraide sont dirigés et organisés par leurs membres et ouverts à tous. Ils ont souvent des structures non hiérarchiques et non bureaucratiques, les membres contrôlant toutes les ressources. Ils sont de nature égalitaire et conçus pour soutenir la démocratie participative, l'égalité de statut de membre, le partage du pouvoir et la prise de décision fondée sur le consensus.

### Distinction entre l'entraide et la charité
Le professeur de droit et activiste trans Dean Spade, auteur d'un livre inspiré en partie par la crise du coronovirus intitulé Mutual Aid : Building Solidarity During This Crisis (and the Next) (Entraide : construire la solidarité durant cette crise et la suivante) (septembre 2020) distingue l'entraide et la charité,. Selon lui la charité s'accommode du capitalisme, elle contribue même à le renforcer en donnant bonne conscience aux riches ; au contraire, l’entraide est un moyen de transformation sociale, elle conduit vers une société « où nous partageons tout, co-gouvernons tout », et qu'il appelle une société postcapitaliste. La charité est pratiquée par les patrons philanthropes, alors que l'entraide, elle, vient des marges de la société.